# Massonia
Massonia es un género  de plantas con flores perteneciente a la subfamilia de las escilóideas dentro de las asparagáceas. Es originario de Sudáfrica.

## Taxonomía
El género fue descrito por Thunb. ex Houtt.  y publicado en Natuurlijke Historie [tweede deel {second part}] 2(12): 424. 1780.

## Especies
- Massonia angustifolia
- Massonia depressa
- Massonia echinata
- Massonia jasminiflora
- Massonia longipes
- Massonia pygmaea